# کامیل سونمز
کامیل سونمز (زاده ۱۹۴۷ترکی استانبولی: Kamil Sönmez; – ۲۰ دسامبر ۲۰۱۲) خواننده، هنرپیشه اهل ترکیه بود.
از فیلم‌ها یا برنامه‌های تلویزیونی که وی در آن نقش داشته‌است می‌توان به دشمن اشاره کرد.